# 波德莱赫尼克市镇

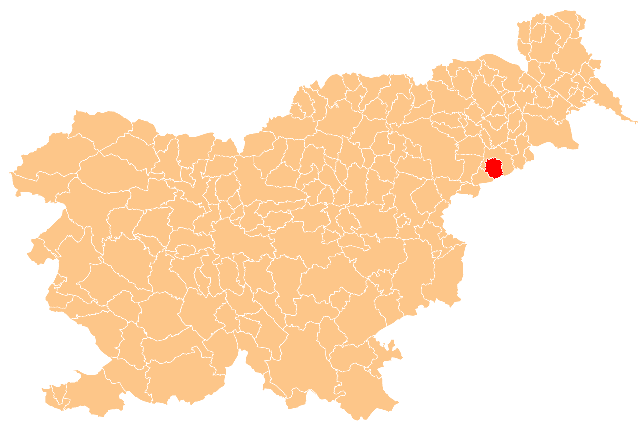
波德莱赫尼克市镇於斯洛文尼亞的位置

波德莱赫尼克市镇是斯洛文尼亞東北部的一個市鎮，行政中心為波德萊赫尼克。市镇面積为46平方公里，2016年人口数量为1,810人。该市镇设立于1999年。

## 外部連結
- 官方网站  （斯洛文尼亚文）
- Podlehnik Municipality on Geopedia （页面存档备份，存于）